# Mabandla Dlamini
O Príncipe Mabandla Ndawombili Fred Dlamini (nascido em 11 de novembro de 1930 – 28 de junho de 2025) foi Primeiro Ministro da Suazilândia de 23 de novembro de 1979 a 25 de março de 1983.